# Bruce Gardiner
Bruce Allan Gardiner (* 11. Februar 1972 in Barrie, Ontario) ist ein ehemaliger kanadischer Eishockeyspieler, der im Verlauf seiner aktiven Karriere zwischen 1990 und 2005 unter anderem 333 Spiele für die Ottawa Senators, Tampa Bay Lightning, Columbus Blue Jackets und New Jersey Devils in der National Hockey League (NHL) auf der Position des Centers bestritten hat. Gardiner ist verantwortlich für das erste Tor in der Franchise-Geschichte der Columbus Blue Jackets.

## Karriere
Gardiner verbrachte seine Juniorenzeit zunächst zwischen 1988 und 1990 bei den Barrie Colts aus seiner Geburtsstadt, die zu dieser Zeit noch in der Central Ontario Junior A Hockey League (COJHL) beheimatet waren. Im Sommer 1990 begann der Mittelstürmer ein Studium an der Colgate University, wo er in den folgenden vier Spielzeiten parallel dazu für das Universitäts-Eishockeyteam, die Red Raiders, in der ECAC Hockey, einer Division im Spielbetrieb der National Collegiate Athletic Association (NCAA), auflief. Nachdem der damals 19-Jährige bereits im NHL Entry Draft 1991 in der sechsten Runde an 131. Stelle von den St. Louis Blues aus der National Hockey League (NHL) ausgewählt worden war, verblieb er noch drei weitere Jahre am College. Dort absolvierte er in der Spielzeit 1993/94 mit 46 Scorerpunkten in 33 Einsätzen sein bestes Jahr und wurde am Saisonende ins Second All-Star Team der ECAC berufen. Im Anschluss an die Spielzeit debütierte er schließlich in St. Louis’ Farmteam Peoria Rivermen in der International Hockey League (IHL).
Die drei Einsätze in Peoria blieben jedoch die einzigen für das Franchise der Blues, da das Management über den Sommer 1994 hinaus kein Interesse an einer Verpflichtung zeigte. Gardiner unterzeichnete daher im Juli 1994 als Free Agent einen Vertrag bei den Ottawa Senators, deren Organisation er die folgenden fünf Jahre treu blieb. Zunächst verbrachte der Offensivspieler zwei Spielzeiten zwischen 1994 und 1996 in Ottawas Farmteam, den Prince Edward Island Senators, ehe ihm zur Saison 1996/97 der Sprung in den NHL-Kader Ottawas gelang. In seiner Rookiesaison sammelte er 21 Scorerpunkte. Zu Beginn seines vierten Spieljahrs bei den Senators in der NHL wurde der Kanadier im November 1999 im Tausch für Colin Forbes zu den Tampa Bay Lightning transferiert. Dort verbrachte der Angreifer den Rest der Saison 1999/2000, wurde von den Lightning für den bevorstehenden NHL Expansion Draft 2000 jedoch ungeschützt gelassen. Folglich wurde Gardiner dort von den neu gegründeten Columbus Blue Jackets ausgewählt.
Bei den Blue Jackets stand der Center ebenfalls eine Saison unter Vertrag und zeichnete dabei für das erste Tor der Franchise-Geschichte verantwortlich. Im Oktober 2001 wechselte er als Free Agent für ein Jahr in die Organisation der New Jersey Devils. Den Großteil der Spielzeit 2001/02 stand er jedoch bei New Jerseys Kooperationspartner Albany River Rats in der American Hockey League (AHL) auf dem Eis. Gardiner entschied sich daraufhin seine Karriere in Europa fortzusetzen. Zur Saison 2002/03 wechselte er daher zum HK Lada Toljatti in die russische Superliga, gefolgt von einem ebenfalls einjährigen Engagement in der finnischen SM-liiga bei den Espoo Blues. Für seine letzte Profispielzeit kehrte der 32-Jährige zur Spielzeit 2004/05 nach Nordamerika zurück und absolvierte 18 Partien für die Adirondack Frostbite in der United Hockey League (UHL).

## Erfolge und Auszeichnungen
- 1994 ECAC Second All-Star Team

## Karrierestatistik
(Legende zur Spielerstatistik: Sp oder GP = absolvierte Spiele; T oder G = erzielte Tore; V oder A = erzielte Assists; Pkt oder Pts = erzielte Scorerpunkte; SM oder PIM = erhaltene Strafminuten; +/− = Plus/Minus-Bilanz; PP = erzielte Überzahltore; SH = erzielte Unterzahltore; GW = erzielte Siegtore; 1 Play-downs/Relegation; Kursiv: Statistik nicht vollständig)